# Y a-t-il un flic pour sauver Hollywood ?
Série Y a-t-il un flic...
Y a-t-il un flic pour sauver le président ?
(1991) Y a-t-il un flic pour sauver le monde ?
(2025)
Pour plus de détails, voir Fiche technique et Distribution.
Y a-t-il un flic pour sauver Hollywood ? ou L'agent fait la farce 33 ⅓ : L'insulte finale au Québec et au Nouveau-Brunswick (The Naked gun 33⅓: The Final Insult) est un film américain réalisé par Peter Segal et sorti en 1994. Il s'agit du troisième film de la saga mettant en scène Frank Drebin, après Y a-t-il un flic pour sauver la reine ? (1988), après Y a-t-il un flic pour sauver le président ? (1991).

## Synopsis
Après ses dernières aventures, l'inspecteur Frank Drebin a décidé de prendre sa retraite. Désormais pour lui, c'est ménage et cookies mais l'Amérique a encore besoin de lui. En effet, Rocco Dillon prépare un attentat qui aura lieu pendant la cérémonie des Oscars. Lorsque ses anciens coéquipiers lui demandent de réintégrer la brigade, Frank hésite, ayant promis à Jane que tout était fini. Mais le sens de son devoir de policier prime, le poussant à reprendre ses fonctions.

## Fiche technique
Sauf indication contraire, les informations mentionnées dans cette section peuvent être confirmées par la base de données cinématographiques IMDb,  présente dans la section « Liens externes ».
- Titre original : Naked Gun 33⅓: The Final Insult
- Titre français : Y a-t-il un flic pour sauver Hollywood ?
- Titre québécois : L'agent fait la farce 33 ⅓ : L'insulte finale
- Réalisation : Peter Segal
- Scénario : David Zucker, Pat Proft et Robert LoCash
- Musique : Ira Newborn
- Direction artistique : Bruce Crone
- Décors : Lawrence G. Paull
- Costumes : Mary E. Vogt
- Photographie : Robert M. Stevens
- Montage : James R. Symons
- Production : Robert K. Weiss et David Zucker
  - Coproducteurs : William C. Gerrity et Robert LoCash
  - Producteurs délégués : Jim Abrahams, Gil Netter et Jerry Zucker
  - Producteurs associés : Michael Ewing et Jeff Wright
- Sociétés de production: Paramount Pictures
- Sociétés de distribution :  Paramount Pictures,  United International Pictures (UIP)
- Budget : 30 000 000 $ (USD) (estimation)
- Pays de production :  États-Unis
- Langue originale : Anglais
- Format : couleur - 35 mm - 1.85:1 - son Dolby SR
- Genre : comédie policière
- Durée : 83 minutes
- Dates de sortie[1] : 
  - États-Unis : 18 mars 1994
  - France : 11 mai 1994
- Classification : tous publics en France
- Classification (MPAA) : PG-13 aux États-Unis

## Distribution
- Leslie Nielsen (VF : Jean-Claude Michel) : Frank Drebin
- Priscilla Presley (VF : Céline Monsarrat) : Jane Spencer-Drebin
- George Kennedy (VF : Benoît Allemane) : Ed Hocken
- Fred Ward (VF : Pascal Renwick) : Rocco Dillon
- O. J. Simpson (VF : Tola Koukoui) : Nordberg
- Anna Nicole Smith (VF : Rafaèle Moutier) : Tanya Peters
- Kathleen Freeman (VF : Michèle Bardollet) : Muriel Dillon, la mère de Rocco
- Ellen Greene : Louise
- Ed Williams (VF : Roger Crouzet) : Ted Olsen
- Raye Birk : Papshmir
- Bruce Young (VF : Thierry Desroses) : Tyrone
- Matt Roe : Clayton
- Earl Boen (VF : Pierre Baton) : Dr Eisendrath
- Brad Lockerman : Jason
- Rosalind Allen (en) : Bobbi
- Randall « Tex » Cobb : le détenu pervers
- Lois De Banzie (en) : Dr Kohlzak
- Doris Belack (VF : Lita Recio) : Dr Roberts
- Joe Grifasi (VF : Michel Dodane) : le réalisateur des Oscars
- R. Lee Ermey : le gardien de prison dans le mess
- John Capodice : un mafieux
- Raquel Welch (VF : Perrette Pradier) : elle-même
- James Earl Jones (VF : Thierry Desroses) : lui-même
- Ann B. Davis : elle-même
- Vanna White : elle-même
- Weird Al Yankovic : lui-même
- Mary Lou Retton : elle-même
- Pia Zadora : elle-même
- Florence Henderson : elle-même
- Shannen Doherty : elle-même
- Olympia Dukakis : elle-même
- Morgan Fairchild : elle-même
- Elliott Gould : lui-même
- Mariel Hemingway : elle-même
- Courteney Cox : elle-même